# Hans Millies (Komponist)
Hans Mollenhauer Millies (* 4. März 1883 in Dagebüll; † 23. Januar 1957 in Lübeck) war ein deutscher Geiger und Komponist. 

## Leben
Hans Millies war der Sohn eines Pastors. Er studierte Violine an der Musikhochschule in Berlin bei Joseph Joachim und Andreas Moser. 1910 wurde er Konzertmeister und Dirigent des Deutschen Sinfonieorchesters in Shanghai unter der Leitung von Rudolf Buck.
Zu Beginn des Ersten Weltkriegs meldete er sich freiwillig zum Kriegsdienst und kam als Hoboistenmaat der Seewehr zur Matrosenartillerie-Abteilung Kiautschou. Nach der Belagerung von Tsingtau und der deutschen Kapitulation vor der Kaiserlich Japanischen Armee im November 1914 kam er in japanische Kriegsgefangenschaft und wurde im Lager Narashino interniert. Hier gründete er ein Streichquartett, ein Lager-Orchester und organisierte das Musikleben im Lager. Als Teilnehmer der Volksabstimmung in Schleswig kam er im September 1919 vorzeitig frei. Er ging nach Kiel und wurde Konzertmeister des dortigen Sinfonieorchesters.
1920 heiratete er die Pianistin und Klavierlehrerin Clara, geb. Sievers, verw. Brehmer (1891–1977), und zog mit ihr in ihre Heimatstadt Lübeck. Er wurde Konzertmeister im Orchester der Hansestadt Lübeck. 1925 eröffnete das Ehepaar eine eigene Musikschule in Lübeck.
1933 wurde er Geschäftsführer am neu gegründeten Lübecker Staatskonservatorium und Hochschule für Musik, der Vorgängereinrichtung der Musikhochschule Lübeck, die seit dem Verlust der Eigenstaatlichkeit Lübecks 1937 durch das Groß-Hamburg-Gesetz Landesmusikschule Schleswig-Holstein in Lübeck hieß. Während des Zweiten Weltkriegs war er auch kommissarischer Leiter der Hochschule.
Millies trat in Lübeck besonders als Leiter des von ihm gegründeten Streichquartetts in Erscheinung. 
Er ist bis heute bekannt für seine leichten Violinkonzerte für Anfänger.

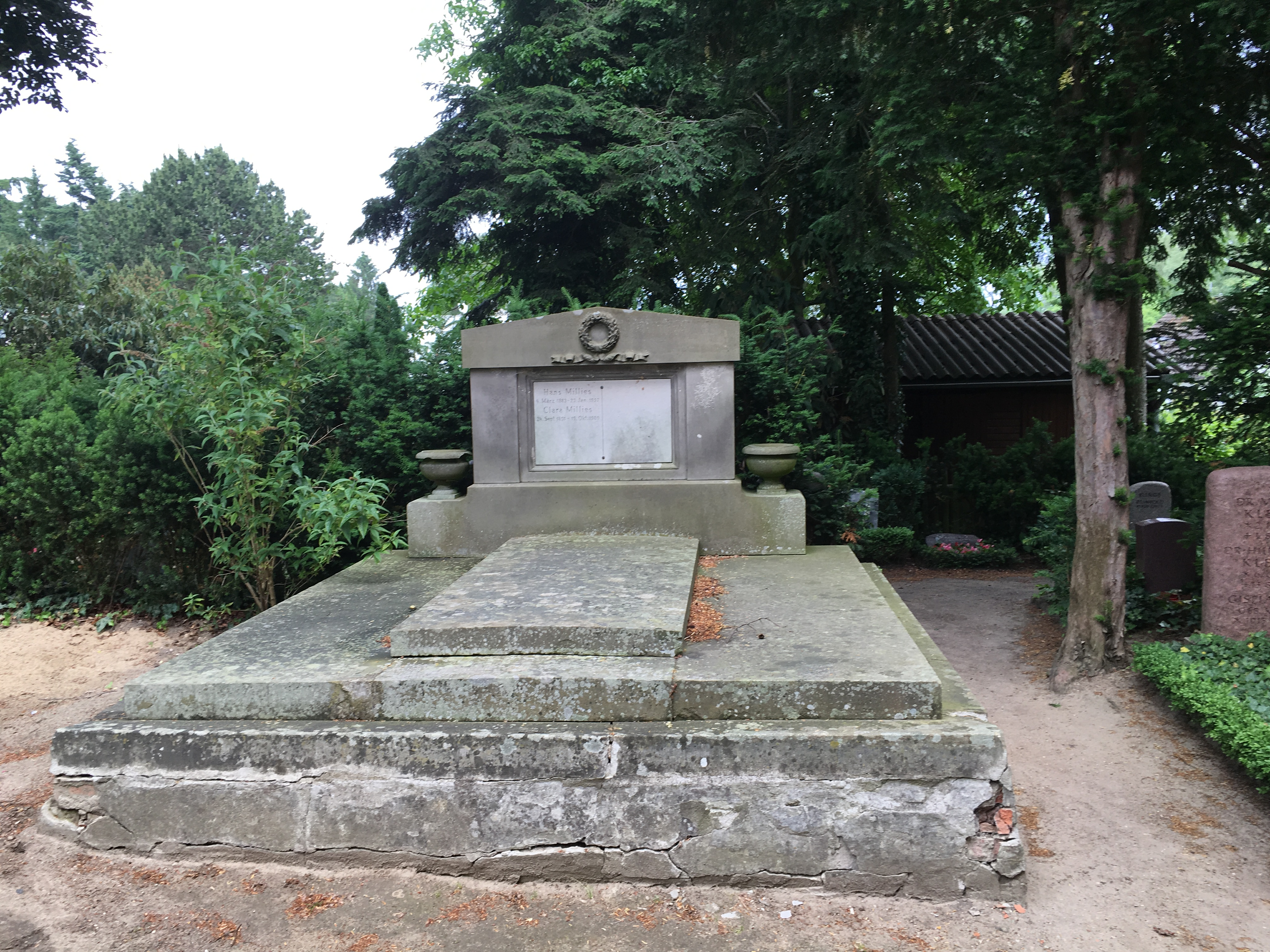
Grabstein Hans Millies’ auf dem Friedhof St. Jürgen

Sein gleichnamiger Sohn Hans Millies (* 1923 in Lübeck; † 2. November 2016 ebenda) wurde Musiklehrer an der Meldorfer Gelehrtenschule und am Johanneum zu Lübeck und Musikkritiker. 2005 wurde er mit der Denkmünze der Gesellschaft zur Beförderung gemeinnütziger Tätigkeit geehrt.

## Werke
- Concertino D-Dur im Stil von W. A. Mozart
- Concerto D-Dur im Stil von Joseph Haydn
- Vertonungen von Gedichten von Theodor Storm

Millies Vertonung eines Gedichts von Theodor Storm wurde 2001 in Narashino von dortigen Musikern aufgeführt. 